# Alture di Bežanicy

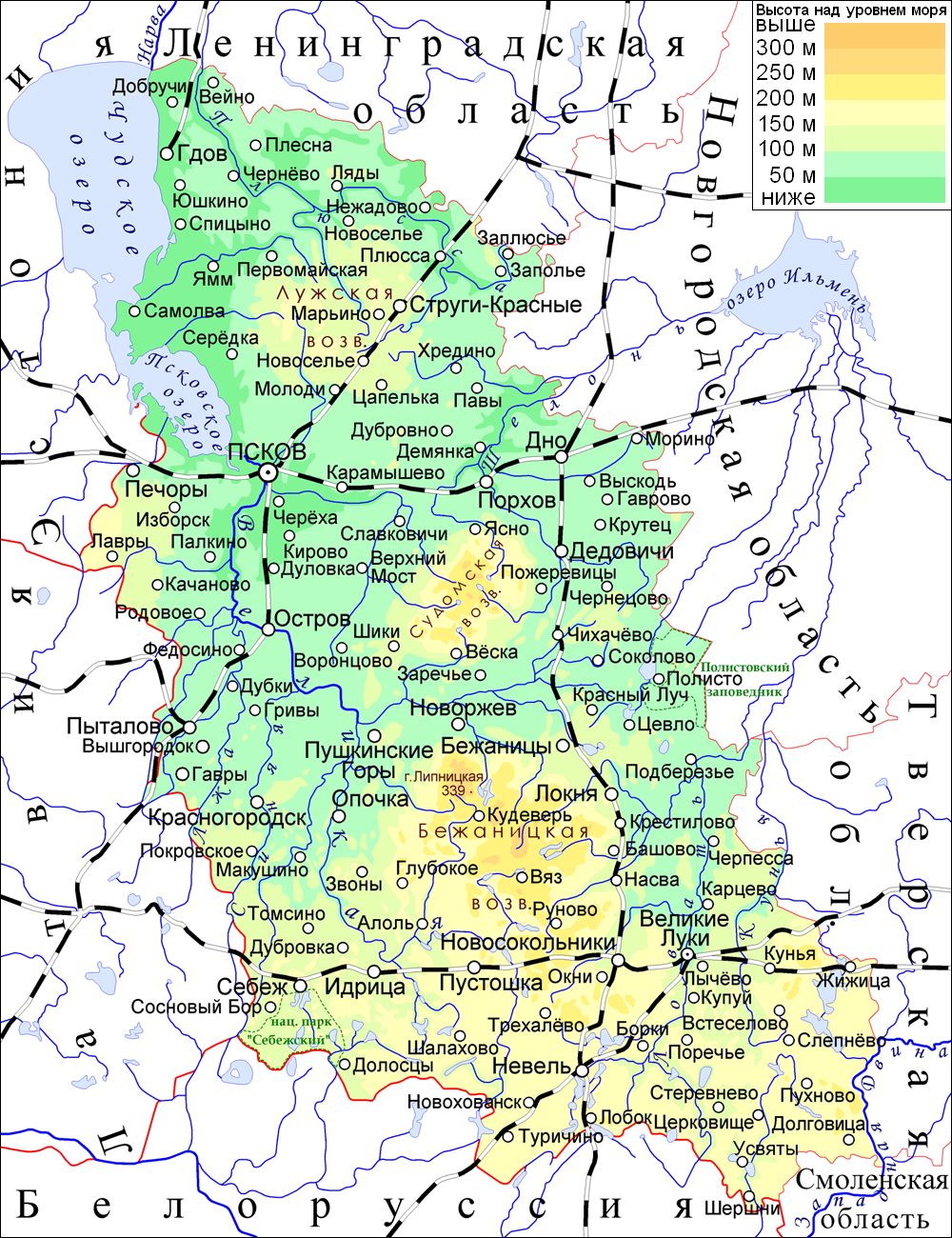
Mappa dell'oblast' di Pskov

Le alture di Bežanicy (in russo Бежаницкая возвышенность?, Bežanickaja vozvyšennost) è una zona collinosa rilevata situata tra i fiumi Lovat' e Velikaja, in Russia. Si trova nell'oblast' di Pskov.

## Descrizione
L'area dell'altopiano è di 4 126 km². Ha una forma ovale con una lunghezza (da sud-est a nord-ovest) di 86 km. Insieme agli altopiani di Sudoma e di Luga, costituisce la base del rilievo della regione di Pskov. All'interno dell'altopiano spiccano numerosi grandi massicci e depressioni. L'altezza massima è di 338,7 m. Hanno qui le loro sorgenti molti fiumi:, tra cui Velikaja, Alolja, Loknja, Sorot' e Ušča. La parte principale delle alture si trova nei distretti di Novorževskij, Bežanickij, Opočeckij, Loknjanskij e Pustoškinskij dell'oblast' di Pskov. Ci sono oltre 500 laghi sulle alture, che occupano il 6% della sua superficie. Quasi un terzo dell'altopiano è occupato da foreste miste.